# Сексуална революция
Сексуална революция е термин, който се отнася за радикалните промени, касаещи поведенията и мисленето, свързани със секса и любовта, въвеждането и извоюването на съществено нови и различни ценности, норми и отношения по отношение на любовта, секса, сексуалната ориентация, като резултат освобождаващи личността и нейния израз в любовните отношения. Това става в резултат основно на социалното движение свободна любов и хипи културата, също на силната вълна на феминизма от 60-те и 70-те, вълните от протести за гей права пак през този период и т.н. Така че тези промени са най-драстични през 60-те и 70-те години на XX век в Западния свят, като оказват съществено влияние и в бившия блок на СИВ (макар че като цяло социалистическите общества са се характеризирали с по-малко ограничаващи порядки по отношение на брака, за разлика от силно пуританския запад, особено САЩ); все пак терминът е в употреба още от 20-те години на XX век.

## Малко история
До началото на XX век сексуалните отношения се определят основно от християнския морал. Зигмунд Фройд е първият учен, който се занимава с проблемите на сексуалността. Над тези въпроси работи и В. Райх, в резултат на което през 30-те години на XX век излиза книгата му „Сексуалната революция“. Неговата програма включва следните по-важни точки:
- интензивно осведомяване и образование в областта на контрола на раждаемостта, предоставяне на контрацептиви;
- разрешаване на аборта;
- разрешаване на развода, незачитане на значимостта на законния брак;
- сексуално образование като средство за профилактика на венерическите заболявания.

Но по това време обществото все още не е готово за такива радикални промени.

## 60-те години на XX век
През този период започва истинската революция в сексуалните норми и поведения. Младото поколение не изпитва такава нужда да се придържа към дотогавашния морал. Тези години са години на студентския протест, като Май 68 във Франция, психеделиката, дръзката мода и гениталната[необходимо е уточнение] фотография. По това време се появяват скандално късите рокли и поли. Заражда се движението на свободната любов (free love) и култа към красотата и цветята. Постоянните спътници на сексуалната революция през 60-те са рокендролът, хипитата и джинсите.